# تخمين فيرما كاتالان

في نظرية الأعداد تخمين فيرما كاتالان هو تعميم مبرهنة فيرما الأخيرة حدسية كاتالان ومن هنا جاء الاسم. ينص التخمين على أن المعادلة

| {\displaystyle a^{m}+b^{n}=c^{k}\quad } | \| \| \| \| \| \| \| \| | (1) |
|                                         |                         |     |
|                                         |                         |     |
له عدد محدود من الحلول فقط ( a,b,c,m,n,k ) مع ثلاثة توائم متميزة من القيم ( am, bn, ck ) حيث a, b, c هي أعداد صحيحة موجبة من نوع اولية نسبيا و m ، n ، k هي ايجابية مرضية

| {\displaystyle {\frac {1}{m}}+{\frac {1}{n}}+{\frac {1}{k}}<1.} | \| \| \| \| \| \| \| \| | (2) |
|                                                                 |                         |     |
|                                                                 |                         |     |
المتباينة في m و n و k جزء ضروري من التخمين. بدون المتباينة سيكون هناك عدد لا نهائي من الحلول على سبيل المثال مع k = 1 (لأي a و b و m و n ومع c = a m + b n ) أو مع m و n و k كلها تساوي اثنين ( لثلاثيات فيثاغورس).
اعتبارًا من عام ٢٠١٥ أصبحت الحلول العشرة التالية للمعادلة (1) التي تفي بمعايير المعادلة (2) معروفة: 
{\displaystyle 1^{m}+2^{3}=3^{2}\;} (ل {\displaystyle m>6} لإرضاء المعادلة. 2)
{\displaystyle 2^{5}+7^{2}=3^{4}\;}
{\displaystyle 7^{3}+13^{2}=2^{9}\;}
{\displaystyle 2^{7}+17^{3}=71^{2}\;}
{\displaystyle 3^{5}+11^{4}=122^{2}\;}
{\displaystyle 33^{8}+1549034^{2}=15613^{3}\;}
{\displaystyle 1414^{3}+2213459^{2}=65^{7}\;}
{\displaystyle 9262^{3}+15312283^{2}=113^{7}\;}
{\displaystyle 17^{7}+76271^{3}=21063928^{2}\;}
{\displaystyle 43^{8}+96222^{3}=30042907^{2}\;}
أول معادلة هي (1m + 23 = 32 ) هو الحل الوحيد حيث يكون أحدa, b or c يكون 1. وفقًا للتخمين الكاتالوني ، الذي تم إثباته في عام ٢٠٠٢ بواسطة <b>بريدا ميهيليسكو</b> . بينما تؤدي هذه الحالة إلى عدد لا نهائي من الحلول لـ (1) (حيث يمكن للمرء اختيار m الى m > 6).

## نتائج جزئية
من المعروف من خلال نظرية دارمون-جرانفيل ، التي تستخدم <b>مبرهنة فالتينجز</b> أنه لأي اختيار ثابت للأعداد الصحيحة الموجبة م ، ن و ك مرضي (2).
تشير حدسية abc إلى حدسية فيرمات - الكاتالونية. 
للحصول على قائمة بنتائج مجموعات الأس المستحيلة ، راجع حدس بيل # النتائج الجزئية . يكون تخمين بيل صحيحًا فقط إذا كانت جميع حلول فيرما كاتالان تحتوي على m = 2 أو n = 2 أو k = 2.